# Llista de Creus de Sant Jordi/1997/Entitats

#### Entitats
Informació actualitzada per un bot. Els canvis manuals es perdran quan s'actualitzi!
| Entitat                                    | Wikidata  | Descripció                                 | Imatge |
| ------------------------------------------ | --------- | ------------------------------------------ | ------ |
| Teatre-Museu Dalí                          | Q1143722  | museu de Figueres, dedicat a Salvador Dalí |        |
| Sícoris Club                               | Q6127414  | Club esportiu de Lleida                    |        |
| Els Nostres Clàssics                       | Q9051022  | Col·lecció de literatura clàssica          |        |
| Esbart Dansaire de Rubí                    | Q11919684 | esbart dansaire                            |        |
| Grup Catalònia                             | Q11924745 |                                            |        |
| Institució Bíblica Evangèlica de Catalunya | Q11926697 |                                            |        |
| L'Arc de Berà                              | Q11930057 | empresa distribuïdora de llibres           |        |
| La Cuadra de Sevilla                       | Q11930455 |                                            |        |
| Orquestra Maravella                        | Q11939568 |                                            |        |
| Societat Musical La Unió Filharmònica      | Q11950018 |                                            |        |
| Colla Sardanista Violetes del Bosc         | Q16189041 |                                            |        |